# Reuben Mattus
Reuben Mattus (* 8. Januar 1913 in Polen; † 27. Januar 1994 in Deerfield Beach, Florida) war ein US-amerikanischer Unternehmer. Im Jahr 1961 gründete er in New York mit seiner Frau Rose Mattus die Speiseeisfirma Häagen-Dazs.

## Leben
Reuben Mattus wurde in Polen als Sohn jüdischer Eltern geboren. Am 5. März 1921 kam er mit seiner inzwischen verwitweten Mutter Leah an Bord der SS Vestris nach New York, einige Monate vor seiner späteren Ehefrau Rose Vesel. Sein Onkel war im italienisch geprägten Speiseeisgeschäft tätig, und Mattus half dort bereits als Kind mit und presste Zitronen. In den späten zwanziger Jahren stellten die Mitglieder der Familie Eis am Stiel und mit Schokolade überzogene Eisriegel und Sandwiches her, die sie unter dem Namen Senator Frozen Products von einem Pferdewagen aus in der Bronx verkauften. In Brooklyn lernte Mattus seine spätere Ehefrau Rose Vesel (geboren am 16. November 1916 in Manchester, England, gestorben am 28. November 2006 in Westwood, New York) kennen. Auch ihre Eltern waren aus Polen stammende Juden, die zunächst nach England und dann 1921 in die USA emigriert waren. 
1936 heirateten Rose Vesel und Reuben Mattus in New York. Rose gab ihren Beruf als Schneiderin auf und folgte Reuben als Buchhalterin in sein Familiengeschäft. Das Geschäft wuchs in den folgenden 40 Jahren. 1959 entschied sich Reuben, eine neue Eisfirma mit dem Namen „Häagen-Dazs“ zu gründen. Er wollte sich damit das Image eines dänischen Herstellers geben und druckte sogar eine dänische Landkarte auf seine Kartons. Rose schrieb in ihre Autobiographie The Emperor of Ice Cream (2004), dass sie Dänemark wählten, weil die Dänen im Zweiten Weltkrieg Juden gerettet haben. Das Speiseeis wurde mit richtiger Sahne und natürlichen Aromastoffen hergestellt. Ihre Konkurrenten verkauften 1961 meist nur einfaches Eis mit künstlichen Zutaten. Rose verkaufte das Eis, indem sie Proben in Delikatessenläden anbot und Marketing betrieb und Reuben entwickelte die neuen Geschmacksrichtungen. Zuerst wurde das Produkt vornehmlich an Studenten verkauft. Deshalb waren die ersten Verkaufsstellen nahe der New York University und in Greenwich Village. Die Marke Häagen-Dazs wuchs in den 1960er-Jahren nur sehr langsam, wurde aber landesweit bekannt, als die Greyhound-Busse die Belieferung der Studentenstädte übernahmen.
1983 verkauften Rose und Reuben Mattus ihre Firma für 70 Mio. Dollar, blieben ihr aber noch als Berater verbunden.
Reuben Mattus lebte zuletzt in Cresskill, New Jersey. Er starb 1994 nach einem Herzinfarkt, seine Frau Rose 2006 im Alter von 90 Jahren. Das Paar hatte zwei Töchter, Doris Hurley und Natalie Salamore.

## Auszeichnungen
- 1982 Golden Plate der American Academy of Achievement (für das Ehepaar)[3]